# Euphoria Morning
Euphoria Morning is het eerste soloalbum van de Amerikaanse musicus Chris Cornell. Het album werd op 21 september 1999 uitgebracht door Interscope Records. Euphoria Morning ging 75.000 keer over de toonbanken in de eerste week na uitgifte en uiteindelijk werden zo'n 343.000 exemplaren in de VS verkocht. Ondanks goede recensies verkocht het album lang niet zo goed als Cornells albums met Soundgarden. Euphoria Morning is het enige album dat Cornell maakte in de periode tussen het uit elkaar gaan van Soundgarden en de oprichting van zijn nieuwe band Audioslave met ex-leden van Rage Against the Machine.
Cornell begon in 1998 te werken aan nummers voor zijn solodebuut, waarop hij samenwerkte met Alain Johannes en Natasha Shneider van de band Eleven. Het nummer "Flutter Girl" was een outtake van het Soundgarden-album Superunknown uit 1994. Cornell verklaarde in 2007 dat "Wave Goodbye" een eerbetoon was aan Jeff Buckley, die verdronken is in 1997. "Can't Change Me" werd in 2000 genomineerd voor de Grammy Award voor 'Best Male Rock Vocal Performance'. Het nummer "Sunshower" verscheen op de soundtrack van de film Great Expectations (1998) en een remix van "Mission" werd gebruikt voor de soundtrack van Mission: Impossible II (2000).

## Tracks
Alle teksten zijn geschreven door Chris Cornell. 
| Nr. | Titel                          | Muziek                                    | Duur |
| --- | ------------------------------ | ----------------------------------------- | ---- |
| 1.  | Can't Change Me                | Chris Cornell                             | 3:23 |
| 2.  | Flutter Girl                   | Cornell, Alain Johannes, Natasha Shneider | 4:25 |
| 3.  | Preaching the End of the World | Cornell                                   | 4:41 |
| 4.  | Follow My Way                  | Cornell, Johannes, Shneider               | 5:10 |
| 5.  | When I'm Down                  | Cornell                                   | 4:20 |
| 6.  | Mission                        | Cornell, Johannes, Shneider               | 4:05 |
| 7.  | Wave Goodbye                   | Cornell                                   | 3:43 |
| 8.  | Moonchild                      | Cornell                                   | 4:02 |
| 9.  | Sweet Euphoria                 | Cornell                                   | 3:08 |
| 10. | Disappearing One               | Cornell, Johannes, Shneider               | 3:48 |
| 11. | Pillow of Your Bones           | Cornell, Johannes, Shneider               | 4:29 |
| 12. | Steel Rain                     | Cornell                                   | 5:41 |

| Nr. | Titel                            | Muziek  | Duur |
| --- | -------------------------------- | ------- | ---- |
| 13. | Sunshower                        | Cornell | 5:52 |
| 14. | Can't Change Me (French version) | Cornell | 3:47 |

## Bezetting
Hoofdmusici
- Chris Cornell - zang, gitaar, harmonica
- Alain Johannes - gitaar, basgitaar, achtergrondzang, theremin, mandoline, klarinet, tabla
- Natasha Shneider - keyboard, basgitaar, achtergrondzang, tamboerijn, pauk
- Ric Markmann - basgitaar
- Josh Freese - drums

Gastmusici
- Jason Falkner - basgitaar
- Matt Cameron - drums
- Greg Upchurch - drums
- Victor Indrizzo - drums
- Bill Rieflin - drums
- Misha Shneider - bajan ("Can't Change Me" French version)

Productie
- Chris Cornell - producent, systeemtechnicus, mixdown
- Dave Collins - mastering